# Kaiserweg (Harz)

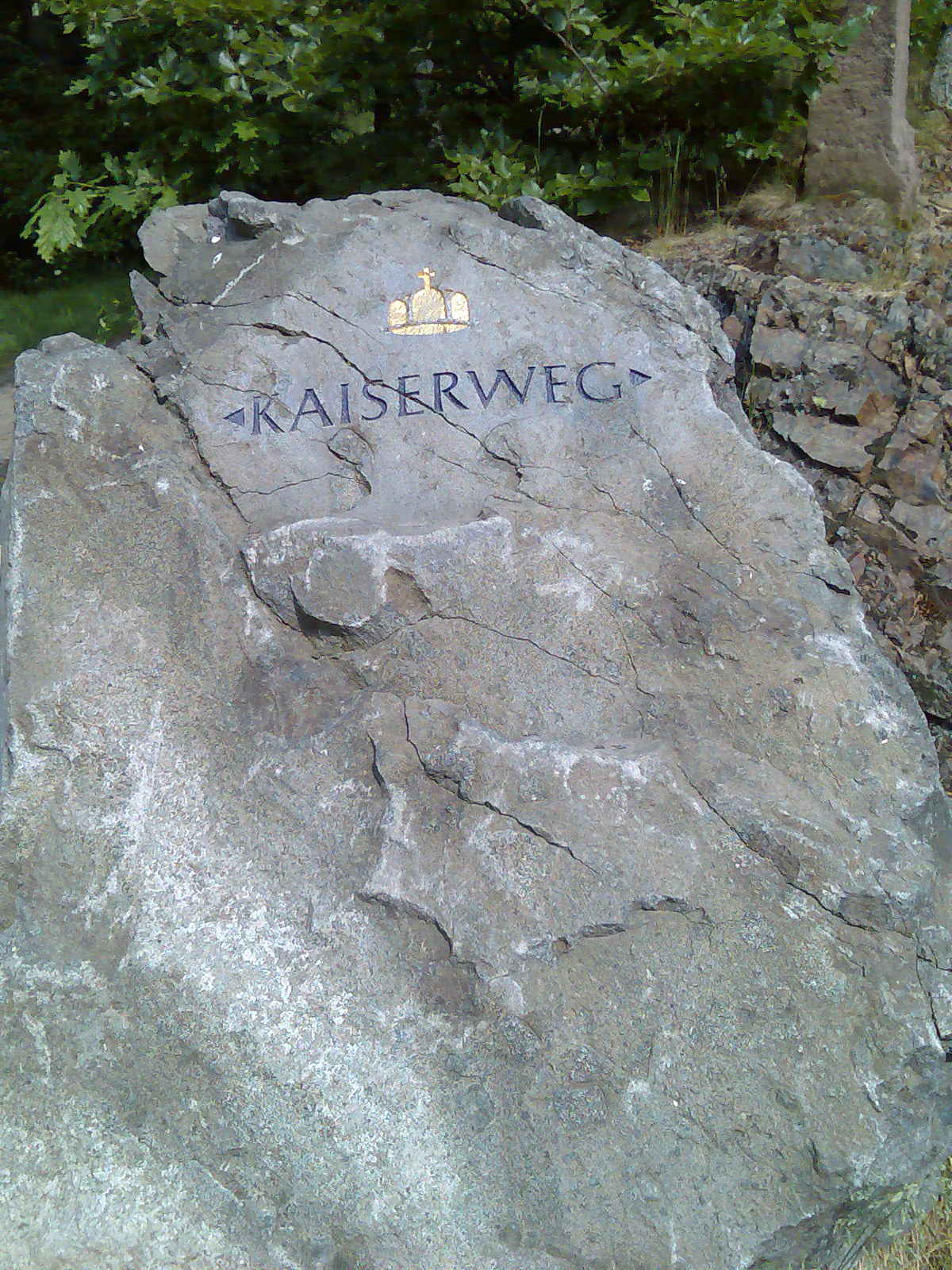
Stein am Wegesrand (Antoniusplatz am Burgberg, 461 m ü.NN) oberhalb von Bad Harzburg

Der Kaiserweg ist ein thematischer Fernwanderweg, der auf einer Gesamtlänge von etwa 110 km erst den Harz und schließlich auch das Kyffhäusergebirge quert. Von Goslar bzw. Bad Harzburg am Nordharzrand führt er über den Harz nach Walkenried im Süden; und anschließend über Nordhausen nach Tilleda am Kyffhäuser.

## Verlauf
Kaiserpfalz Goslar – Oker – Bad Harzburg – Molkenhaus – Königskrug – Kapellenfleck – Helenenruh – Walkenried – Ellrich – Kammerforst – Woffleben – Komödienplatz – Salza – Nordhausen – Heringen – Hamma – Badra – Kyffhäusergebirge – Königspfalz Tilleda.
Je nach Auslegung beginnt der Kaiserweg als „Wege deutscher Kaiser und Könige des Mittelalters im Harz“ schon an der Kaiserpfalz Goslar und führt am Nordharzrand zunächst in östlicher Richtung über Oker nach Bad Harzburg. Hier beginnt der eigentliche Kaiserweg. Von Bad Harzburg geht es südlich hinauf in den Nationalpark Harz (Harzquerung) über Molkenhaus bis Königskrug, dann hinunter nach Walkenried am Südharzrand; er quert den Harz also auf der Nord-Süd-Achse, hält sich dabei auf Bergrücken, meidet die Täler und führt anschließend am Südharzrand von Niedersachsen nach Thüringen. Über Ellrich, den Kammerforst und Woffleben geht es dann ostwärts weiter bis nach Nordhausen. Von dort folgt der Abschnitt durch die Goldene Aue (Heringen – Hamma – Badra) bis zum Kyffhäusergebirge. Nun quert er auch dieses – der Wanderer wechselt von Thüringen (Kyffhäuserkreis) nach Sachsen-Anhalt (Landkreis Mansfeld-Südharz) – und erreicht auf der anderen Seite dieses kleinen Gebirges den Tausendseelenort Tilleda samt Königspfalz.
Der Kaiserweg führt damit durch drei Bundesländer: Niedersachsen – Thüringen – Sachsen-Anhalt, sowie durch mehrere Landkreise: Goslar – Göttingen – Nordhausen – Kyffhäuserkreis – Mansfeld-Südharz.
Dies ist der eigentliche Verlauf des Kaiserweges, ein „frühzeitlicher Handelsweg über den Harz, benannt nach der Flucht Kaiser Heinrichs IV. von seiner Harzburg in den Schutz der Südharzer Klöster und nach Tilleda im Jahre 1074“.
Es gibt im Ostharz darüber hinaus ein größeres Wegegeflecht, das unter dem Namen „Wege deutscher Kaiser und Könige des Mittelalters im Harz“ ebenfalls die Kaiserkrone trägt. Dieses sollte jedoch nicht als Kaiserweg bezeichnet werden.

## Beschaffenheit
Dieser thematische Wanderweg verläuft auf alten, historischen Spuren – dem Kaiserweg. Bis zur ersten Jahrtausendwende waren die wenigen Wege über den Harz nur begehbare Stiege, wie zum Beispiel der Weidenstieg, Salzstieg und andere. Der geschichtsträchtige Stieg, Reitweg und spätere Fahrweg ist der Kaiserweg.
Als Höhenweg führt er unter Vermeidung der tiefen Talschnitte mit möglichst geringem Aufwand für die Benutzer über den Harz unmittelbar vorbei an dem vierthöchsten Berg des Harzes dem Achtermann (926 m ü. NN), nach dem Brocken, Wurmberg und Bruchberg.
Die Beschaffenheit des Weges ist äußerst vielseitig und wechselhaft. Zum Beispiel überwiegen im Nationalpark breit ausgebaute, gut beschilderte Schotterwege. Im Südharz und in Thüringen, dort, wo der Besucherandrang geringer ist, trifft man vielfach auch auf schlechter erhaltene Wege. Insgesamt umfasst der Kaiserweg sowohl Asphalt-, Schotter- und Kopfsteinpflaster-, als auch Wald- und Feldwege mit teilweise grobschottriger, matschiger oder sandiger Beschaffenheit, sowie Abschnitte innerhalb von Ortschaften und Städten.

## Geschichte
Bereits in vorgeschichtlicher Zeit bestanden hier begangene Pfade, wie sich an der auffälligen Häufung von steinzeitlichen Funden entlang der Route ablesen lässt.
Im Jahr 744 zog das Heer des fränkischen Hausmeiers Pipin über diesen Stieg.
Viele große Heere, aber auch Handelsgüter aller Art, vor allem Erze des Rammelsberges, aus Altenau und dem Spitzberg wurden hier über den Harz geschafft. Der größte Teil des Kaiserweges ist identisch mit dem früheren Heidenstieg, der ab 1258 die Bezeichnung via (Fahrstraße) erhielt.
Seinen Namen hat der Kaiserweg erst durch die erfolgreiche Flucht des späteren Kaisers Heinrich IV, in der Nacht vom 8. zum 9. August 1073 vor den Sachsen von seiner Burg auf dem Burgberg bei Bad Harzburg über Walkenried, Ellrich nach Eschwege an der Werra, zu Beginn des 19. Jahrhunderts erhalten. Später sollen Heinrich der Löwe im Jahre 1180, König Philipp 1200, König Otto IV. 1206/1208 und König Friedrich II. im Jahre 1219 den gleichen Weg für ihre Heere über den Harz benutzt haben, allerdings gibt es dafür keinen Beweis.
Der Weg war nie in einem guten Zustand. Zwar wurden Granitplatten, Findlinge und Baumstämme zur Beseitigung der größten Schlaglöcher verwandt, da aber nach geltendem Recht alles verlorene Gut dem jeweiligen Landesherrn gehörte, war man eher an einem schlechten Zustand der Wege interessiert. Alle Güter mussten im flachen Land von den vierrädrigen Planwagen auf zweirädrige Harzkarren, in denen man auch das Erz transportierte, umgeladen werden.
Mit sechs bis acht, oftmals auch mehr Pferden, wurde jeder Karren über den Harz gezogen. Tiefe Fahrspuren in den Granitplatten zeugen heute noch zwischen Königskrug und Oderbrück von dieser bewegten Vergangenheit des Kaiserweges.
Von 1899 bis 1962 lag an der Kreuzung des Weges mit der Landstraße Wieda–Braunlage der Haltepunkt Kaiserweg der Schmalspurbahn Walkenried–Braunlage/Tanne. Noch bis zum Jahr 1963 wurde hier Holz verladen.